# 기소유예
기소유예(起訴猶豫)는 형을 정함에 있어 1. 범인의 연령, 성행, 지능과 환경 2. 피해자에 대한 관계 3. 범행의 동기, 수단과 결과 4. 범행 후의 정황을 참작하여야 하는 형법 제51조 양형의 조건을 참작하여 검사가 공소를 제기하지 않을 수 있는 형사소송법 제247조에 의한 기소 편의주의에 의한 범죄에 대한 예외적 조치로서 사법권은 법원에 있다'라고 하는 헌법과 상충되어 논란이 있는 부분이기도 하다. 검사가 ‘공소권없음’, ‘죄가안됨’, ‘혐의없음’, ‘기소유예’ 등의 불기소처분을 할 경우 항고·재항고·재정신청 등의 불복방법을 마련해 놓고 있지만 고소·고발하지 않은 형사피해자와 기소유예처분을 받은 형사 피의자는 다른 불복절차가 없기 때문에 헌법재판소에 헌법소원심판을 청구할 수 있다. 이러한 헌법소원에 의한 불기소처분취소신청은 2013년 276건, 2014년 340건, 2015년 256건, 2016년 412건, 2017년 8월까지 451건으로 5년 간 1,735건이 헌법재판소에 접수됐으며 헌법재판소는 불기소처분취소신청에 대해 5년간 1,659건을 처리하면서 "범죄혐의가 없음이 명백한 사안을 놓고 자의적이고 타협적으로 기소유예처분을 했다면 이는 그 처분을 받은 형사피의자의 행복추구권 및 평등권, 재판받을 권리를 침해한 것이다"는 이유로  191건(11.5%)에 대해서는 불기소처분 취소 결정을 내렸다. 이는 대부분 형사피의자에 대한 기소유예처분으로 185건이 받아들여졌다.
기소유예 취소 신청은 헌법재판소에서만 할 수 있다. 기소유예는 검사의 처분이다. 헌법소원을 통해 기소유예를 취소하려면 다음과 같은 요건을 충족해야 합니다.
- 청구인적격(기본권 침해의 자기관련성, 현재성, 직접성)
- 권리보호의 이익
- 보충성의 원칙

기소유예는 피의사실이 인정되더라도, 피의자의 연령, 성행, 지능과 환경, 피해자와의 관계, 범행 동기, 수단, 범행 후 정황 등을 참작해 검사가 기소하지 않는 처분입니다

## 주요 기소유예 사건
- 전두환·노태우 전 대통령 구속 사건
- 서울중앙지검 공안2부는 1999년에 "국가보안법 위반 혐의로 송치된 대학생을 어떻게 처벌해야 하는지 고민하던 끝에 기소유예 처분을 했다”고 했는데  10여년이 지나 그 대학생이 검사 발령을 받은 직후 대검찰청을 찾아온 것을 보며“나라에 봉사할 기회를 얻어 기뻐하는 후배를 보며 검사의 결정 하나가 한 사람의 인생을 뒤바꿀 수 있다는 무거움을 다시 한 번 느꼈다”고 말하기도 했다.[2] 2012년부터 2016년까지 검찰의 전체 형사범에 대한 평균 기소율 37.9%인데 조세범 기소율이 평균 20.9%인 것에 대해 비판이 있다.[3]
- 서영교 의원은 '반값등록금 국민본부'로부터 제출받은 자료를 인용하여 "2012년 6월까지 반값등록금을 주장하며 시위를 벌인 혐의(집시법 및 도로교통법 위반)로 기소된 서울지역 대학생들은 총 124명으로, 이 가운데 115명이 벌금형을 받았으나 기소유예를 받은 대학생은 8명이다"라고 하였다. 이성보 서울중앙지법원장은 "서 의원 말씀대로 벌금형이 가혹하다고 생각하는 판사들이 많은 걸로 안다"며 "실제 통계상으로는 2011년 11월부터 2012년 10월 15일까지 처리된 사건 중 선고 유예비율은 54% 정도 나타나고 있다"고 말했다. 벌금을 납부하지 못해 수배된 대학생도 있지만 일부 사건(서울서부지방법원2012고정958)에서 검사가 공소 취소를 하기도 했다.[4]
- 서울시 공무원 간첩 사건의 피해자였던 유우성(36)에 대해 불법 대북 송금 사업에 의한 외국환거래법 위반로 기소된 재판에서 서울고등법원 형사5부(재판장 윤준)는 "검찰이 2010년 유우성에 대해 기소유예 처분한 뒤 2014년 이를 번복하고 다시 기소했지만 그 사이 의미 있는 사정의 변경은 없었다. 과거 불기소 처분한 동일 사건은 각하를 원칙으로 하는 검찰사건사무규칙에 따라 각하처분돼야 했다”며 “기소한 것은 어떤 의도가 있었던 것으로 보인다"는 이유로“검찰이 공소권을 남용했다”며 공소기각 판결을 했다.[5][6]